# Roman
 For alternative betydninger, se Roman (Neamţ). (Se også artikler, som begynder med Roman (Neamţ))
En roman er en længere opdigtet prosafortælling, som udgives som en selvstændig bog. En roman kan også være en føljeton i en avis eller et tidsskrift. Denne romanform var almindelig i Frankrig og Storbritannien i 1800-tallet og fx udgav Alexandre Dumas og Charles Dickens de fleste af deres romaner som føljetoner. Der findes også romaner, som er publiceret i elektronisk form på internet.
En roman kan være skrevet på vers som Adam Homo (af Paludan-Müller) og Eugen Onegin (af Pusjkin).
Som regel skildrer romanen menneskers liv og skæbner i en række handlingsforløb over længere tid. Fokus kan variere fra ydre begivenheder og miljøskildringer til det sjælelige og karakterudvikling.
Ordet kommer fra romanz, som i middelalderen var det talesprog, som havde udviklet sig i det franske område fra "romernes sprog", latin. Ordet gik så over på en særlig genre af fortællinger på folkesproget, men efter antikke romerske forbilleder – den høviske roman, som kom på mode i Frankrig i 1100-tallet.

## Historisk udvikling
Den første egentlige roman i europæisk litteratur er Miguel de Cervantes' Don Quijote. Den kan læses som et opgør med middelalderen og dens høviske ridderdigtning. Den indvarsler det moderne i europæisk idéhistorie. Set i et langt tidsperspektiv afspejler romangenren opvæksten af et moderne tankesæt, fordi den især er brugt til at illustrere menneskelig individualitet, menneskers valg og menneskets ensomhed.
I løbet af 1800-tallet udviklede romanen sig til den mest populære litterære genre, og fra slutningen af 1800-tallet har en række forfattere ført romangenren ind på nye veje, så den forblev en hovedgenre under modernismen: Fjodor Dostojevskij, Knut Hamsun, Marcel Proust, Franz Kafka, Virginia Woolf, og Robert Musil. I Skandinavien benyttes betegnelsen Det Moderne Gennembrud om perioden i slutningen af 1800-tallet, hvor opgøret mod romantikken førte til en realistisk beskrivelse af menneskelige vilkår.
Postmodernismen eksperimenterer med både form og indhold og har spor af den opløsning, som allerede var et hovedtema i James Joyce's Ulysses. Den slår først rigtigt igennem efter anden verdenskrig. I Danmark er Hans Jørgen Nielsen en af de første postmodernister.

## Formen
Lige fra begyndelsen har forskellige forfattere eksperimenteret med formen på romanen, så der findes ingen faste regler for, hvordan en roman skal se ud. Den er typisk
- længere end en novelle (længere end 50 sider)
- inddelt i kapitler
- tilhørende en eller flere genrer
- en opdigtet historie (til forskel fra f.eks. en biografi)
- med valgfri fortællesynsvinkel [1] (til forskel fra fx et drama)
- med en eller flere hovedpersoner
- med en definitiv afslutning
- med få fodnoter (til forskel fra f.eks. videnskabelig tekst)

Alle disse træk kan være tilsidesat i adskillige tilfælde, og værket kan stadig være en roman.

## Romangenrer
- Antiroman
- Brevroman
- Dannelsesroman
- Fantasy
- Fremtidsroman
- Historisk roman
- Jegroman
- Kollektivroman
- Kortroman
- Kriminalroman
- Kærlighedsroman
- Nøgleroman
- Psykologisk roman
- Rejseroman
- Ridderroman
- Science fiction
- Skæbnefortælling
- Slægtsroman
- Spændingsroman
- Trivialroman, knaldroman Skabelonagtig og stereotyp roman beskrivende et handlingsforløb med ikke særligt udviklede figurer.
- Udviklingsroman
- Utopisk roman